# Mirosław Trzeciak
Mirosław Wojciech Trzeciak, surnommé Franek (né le 11 avril 1968 à Koszalin en Pologne) est un joueur de football polonais.